# Ronald Wimberly
Ronald Wimberly (28 de abril de 1979) es un historietista e ilustrador estadounidense. Ha publicado novelas gráficas y obras cortas para medios como The New Yorker, DC/Vertigo, Nike, Marvel, Hill and Wang y Dark Horse Comics. Su obra fue exhibida en el Museo de Arte de Columbus en 2016. Ganó el Premio Glyph Comics en 2008 y ha sido nominado en dos ocasiones para los Premios Eisner. Su novela gráfica Prince of Cats está siendo adaptada a la gran pantalla de la mano del cineasta Spike Lee.

## Obras notables
- Sentences: The Life of MF Grimm
- Prince of Cats
- Black History in Its Own Words

## Premios y reconocimientos
- 2008 – Nominación al Premio Eisner a mejor obra basada en la vida real (por Sentences)
- 2008 – Premio Glyph a mejor carátula (por Sentences)
- 2008 – Premio Glyph a mejor historia (por Sentences)
- 2016 – Nominación al Premio Eisner a mejor historieta digital (por Lighten Up)